# Список умерших в 576 году

## Май
- 28 мая — Герман Парижский, епископ Парижа, государственный деятель, католический и православный святой.

## Дата смерти неизвестна или требует уточнения
- Анастасия Патрикия, святая пустынница Александрийская.
- Вираварман, полуисторический-полулегендарный правитель Ченлы (560—575).
- Истеми-каган, младший брат Бумын-кагана из династии Ашина, ябгу (второе лицо в государстве) Тюркского каганата (552—576), на протяжении двадцати лет руководил западной политикой каганата и был почти независимым правителем западных территорий.
- Чинхын Великий, 24-й ван Силла.